# Мова ніжності (Цілком таємно)
Мова ніжності (Terms of Endearment) — 7-й епізод шостого сезону серіалу «Цілком таємно». Епізод не належить до «міфології серіалу» — це «монстр тижня». Прем'єра в мережі «Фокс» відбулася 3 січня 1999 року.
У США серія отримала рейтинг домогосподарств Нільсена, рівний 10,6 з часткою 15, який означає, що в день виходу «Мову ніжності» подивилися 18.7 мільйона чоловік.
Демон викрадає з утроби матері ще не народжену дитину, після того як майбутні батьки виявляють, що у плода є вроджені дефекти. Агент Спендер відкидає завдання як несумісне з «Цілком таємно». Але Малдер і Скаллі починають розслідування.

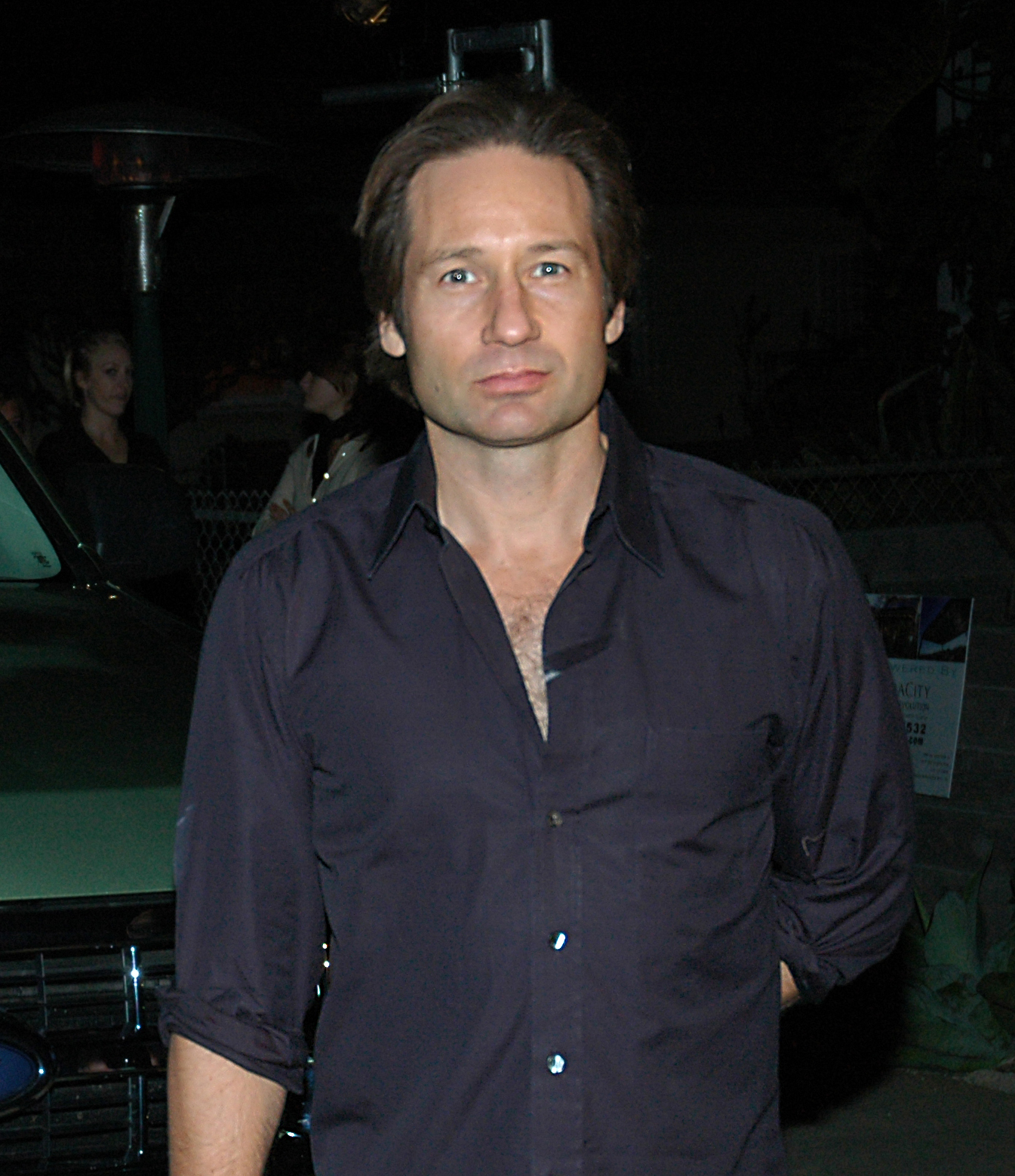

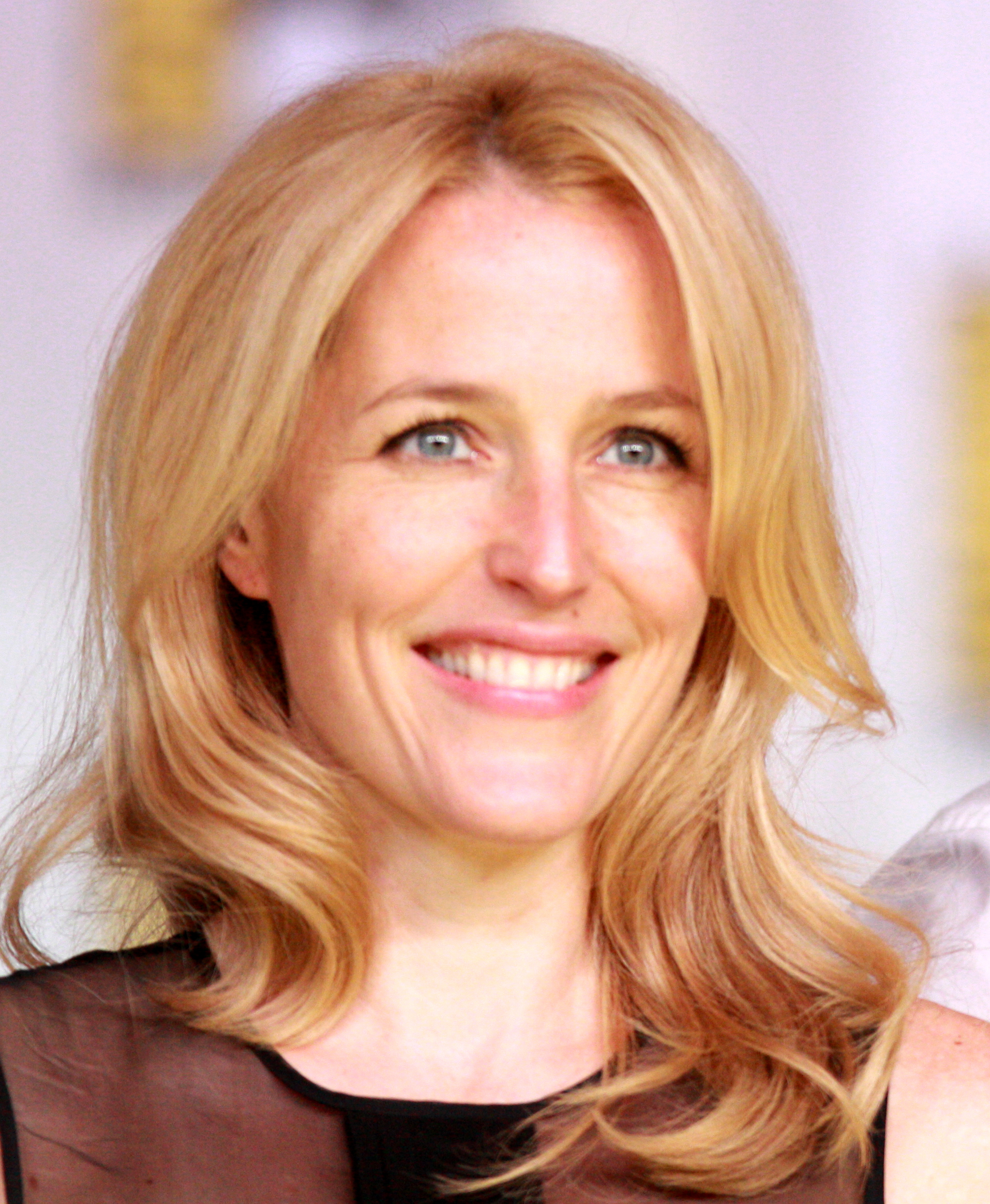

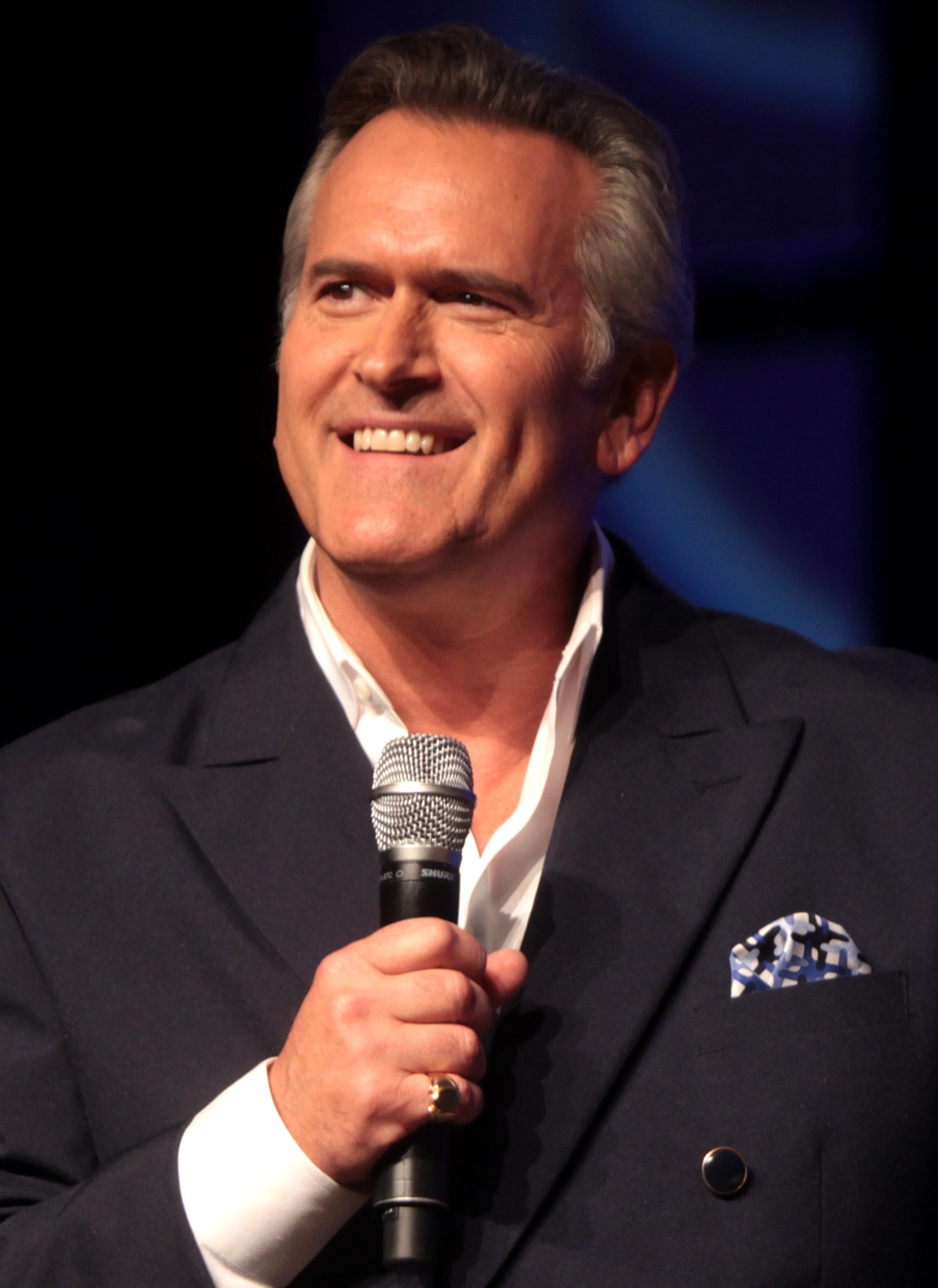

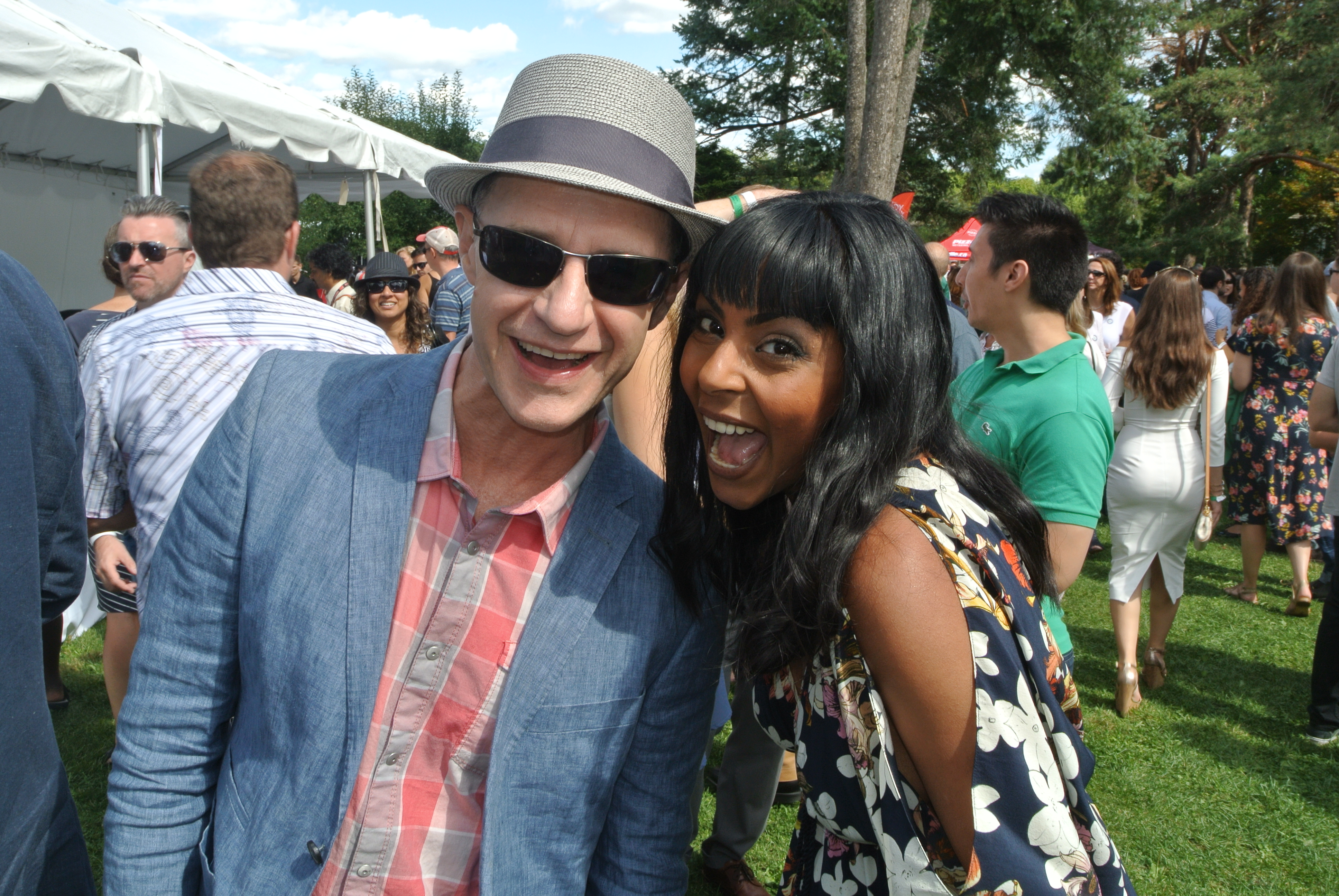

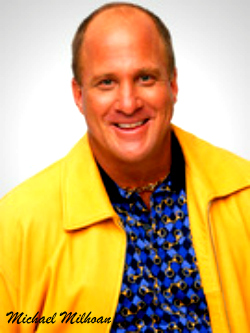

## Зміст
Істина десь поруч
У Роеноку (штат Вірджинія) Вейн Вайнсайдер та його вагітна дружина Лора за допомогою ультразвукового сканування дізнаються, що їхня іще ненароджена дитина має химерні фізичні відхилення — такі як нарости на черепі. Вайнсайдер, здається, особливо збентежений, почувши новину. Тієї ночі в Голлінсі Лорі сниться жахливий сон, коли фігура, схожа на демона, вириває дивну дитину з її лона. Коли вона прокидається, пара виявляє, що у Лори, здавалося б, стався викидень.
Брат Лори, місцевий заступник шерифа Аркі Стівенс, повідомляє цю історію у відділі «Цілком таємно» в ФБР. Агент Джеффрі Спендер відхиляє звіт, але агент Фокс Малдер вирішує дослідити справу і їде до Вірджинії. Поки Малдер опитує Вайнсайдерів, поліція, яка підозрює незаконний аборт, виявляє останки дитини в садовій печі. Малдер звертається за допомогою до Скаллі. Скаллі знаходить в картці Лори опис дефектів плоду — і що у неї в крові знайдено сліди мандрагори. Тим часом Вейн відвідує іще одну дружину, Бетсі Монро, яка теж вагітна.
Вейн швидко зізнається у знищенні доказів, стверджуючи, що його дружина перервала вагітність, перебуваючи в стані трансу. Він переконує Лору в правдивості його історії, підштовхуючи її «здати» себе.
Вейн їде до другої дружини — вони збираються зробити ультразвук плоду. Його на перехресті наздоганяє Малдер. Тому Вейн рущає до пацієнтки страхової компанії і здійснює відбір крові. При вкладанні інструментів у сумку він нахиляється — видно дивні відростки на його шиї. Тим часом до будинку прибуває Малдер і сигналить Вейну. Під час відвідування Лори у в'язниці округу Роанок Вейн намагається вкрасти її душу. Але ЕМТ зумів врятувати їй життя — на подив Вейна.
Малдер дізнається, що Вейн є чеським іммігрантом на ім'я Іван Велес, і приходить до висновку, що він — демон, який намагається досягти народження нормальної дитини. Малдер підозрює, що Вейн перериває вагітність, коли плід виявляє риси, схожі на демона.
У Бетсі стається сновидіння, схоже на сновидіння Лори, але Бетсі впізнає в демоні свого чоловіка. Тим не менше, вона втрачає свою дитину. Закривавлена Бетсі перепиняє на щосе Малдера та Скаллі і стверджує — Вейн забрав її дитину. Агенти з Бетсі та поліцією розшукують Вайнсайдера і застають його при закопуванні чогось на задньому дворі. Після короткої розмови шериф стріляє в Вайнсайдера. Вейна доставляють до лікарні та кладуть у ліжко поруч із Лорою. Імла переходить з тіла Вайнсайдера в тіло Лаури, після чого Вайнсайдер гине і Лаура одужує.
Малдер і Скаллі виявляють залишки звичайних людських немовлят у дворі Бетсі. Побачивши докази, Малдер приходить до висновку, що Бетсі — ще один демон, який не може мати демонічного потомства, якщо інший демон не запліднить її. На відміну від Вайнсайдера, вона переривала вагітність, що призводила до недемонічних плодів: саме такий тип Вайнсайдер так відчайдушно хотів.
Будучи демоном, Бетсі могла впізнати свого чоловіка демоном у своєму сні і зупинити його у видиранні її дитини. Однак стає очевидним, що вона ніколи не втрачала свою дитину; це був просто фокус, щоб обдурити Вайнсайдера.
Бетсі десь від'їжджає зі своїм немовлям-демоном. На якусь мить її очі стають вогненними.
Я лише хотів того що й інші

## Зйомки
Сценарій написаний виконавчим редактором серіалу Девідом Аманном. Це його перший сценарій в серіалі. Оригінальною ідеєю Аманна було написати те, що він описав як «Немовля Розмарі навпаки». Він пояснював: «У мене була така ідея (для того, щоб зробити епізод) не з точки зору нещасної жінки, мимоволі завагітнілої, а з погляду диявола». Аманн передав свою ідею Крісу Картеру, який дав йому доручення написати решту епізоду.
Музичний супровід для «Мови ніжності» склав композитор серіалу Марк Сноу, який використовував григоріанський спів, щоб надати атмосфері «моторошного» відчуття. Пісня 1995 року «Only Happy When It Rains» від альтернативної рок-групи Garbage кілька разів лунала в цьому епізоді, зокрема, коли Бетсі Монро від'їжджає разом зі своїм немовлям-демоном. Фраза «Зазас, зазас, назатанада зазас» — те, що повинна була сказати Лаура Вайнсайдер, перебуваючи «в трансі» — це те, що використовував окультист Алістер Кроулі, для демонстрації телемського демона Хоронзона. «Мова ніжності» — це не перший випадок, коли в «Цілком таємно» зображається Кроулі; його іменем була названа і середня школа в епізоді «Die Hand Die Verletzt».
Основні зйомки на відкритому повітрі відбувалися поблизу Пасадени. Автомобілем, представленим в серії, був кабріолет Chevrolet Camaro Z28. Мейслер сардонічно написав, що General Motors «не засмучується, бачачи, як їхніми машинами їздять родичі Сатани».
Деякі спецефекти, використані в цьому епізоді, були створені без атмосфери виробничого напруження, не покладаючись повністю на комп'ютерні зображення. Під час зйомок сцени пологів газові пальники встановлювали на відстані від протипожежно обладнаного ліжка. Потім сцену знімали довгим об'єктивом, щоб отримати ефект, ніби вогонь знаходився лише в сантиметрах від ліжка. Продюсер Джон Шибан заявив, що знімальна група зробила «великі очі», щоб сцена була справді лякаючою. Сонограма «плоду диявола» була створена за допомогою відеокасети справжньої сонограми дружини учасника знімальної групи. Потім відеокасета була змонтована, щоб надати їй демонічного вигляду.
Згорілий дитячий скелет був повністю змонтований. Спочатку знімальна група планувала взяти в оренду справжній скелет плоду, але імовірні великі витрати змусили їх зайнятися монтуванням. Керівник спецефектів Донован Браун зазначив, що «ми отримали дві-три деталі з цих моделей скелетів, тут відрізали ногу або частину ноги і вкоротили там руку, приклеїли їх до гіпсової моделі черепа плоду, яку ми знайшли, і поклали разом те, що чудово спрацювало».
Основна тема епізоду — жах при народженні дитини. Аманн описує епізод як перероблену версію фільму жахів «Дитина Розмарі», в якому розповідається про жінку, що боїться народити демонічну дитину. Як і в багатьох інших епізодах серіалу, на створення «Мови ніжності» значною мірою вплинули фільми жахів і містяться готичні образи. На додаток до «Немовляти Розмарі» та інших фільмів Романа Поланскі, в цьому епізоді відображаються стилістичні посилання на фільми «Екзорцист» та Зловісні мерці. Вплив жанру поширюється на участь в серії Кемпбелла, актора, незнайомого широкій публіці, але відомого серед шанувальників фільмів жахів.
Головним антагоністом «Мови ніжності», Вайнсайдером, є демон, що вбиває дітей. Однак епізод грає проти жанрових архетипів, перетворюючи Вайнсайдера на симпатичного лиходія. До того часу, коли Вайнсайдер зазнає поразки, глядачі змушені частково ідентифікуватися з ним. Зрештою, він жертвує собою, щоби врятувати життя своєї дружини, демонструючи героїчні якості та перекреслюючи спосіб, яким лиходіїв часто зображують у цьому жанрі.

## Показ і відгуки
Перший показ «Мови ніжності» відбувся в мережі «Fox» 3 січня 1999 року. Епізод отримав рейтинг Нільсена 10,5 із часткою 15 — приблизно 10,5 відсотка всіх домогосподарств, обладнаних телевізором, і 15 відсотків домогосподарств, які дивляться телевізор, були налаштовані на епізод. Його переглянули 18,70 мільйона глядачів. Продемонстрований у Великій Британії та Ірландії в ефірі «Sky One» 18 квітня 1999 року та отримав 0,62 мільйони глядачів, що зробило його восьмим за популярністю телевізійним шоу того тижня.
Серія отримала неоднозначні відгуки критиків. Майкл Лідтке та Джордж Авалос у огляді шостого сезону в «The Charlotte Observer» назвали епізод «просто поганим». Сара Стегалл (SFScope) відзначила епізод двома зірками з п'яти, позитивно порівнявши його з роботою Романа Поланскі, але критикуючи — «за невдалу роботу» з по-справжньому страшним матеріалом. Стегалл вважала, що «Мові ніжності» не вистачає різкого написання деяких найкращих епізодів серіалу, хоча вона й зауважила, що Кемпбелл «хороше справляється з посереднім матеріалом». Вона також критикувала зображення релігійного тла, порівнюючи його з іншими епізодами із релігійними темами, включаючи «Одкровення» та «Чудотворець».
Пола Вітаріс з «Cinefantastique» надала епізоду змішаний огляд і присудила дві зірки з чотирьох, назвавши його розчаруванням. Вітаріс піддала жорсткій критиці вислів Малдера: «Я не психолог» — як повідомляється, від самого Духовни — зауваживши, що це підриває усталену наступність у серії, включаючи історію персонажа в психології. Том Кессеніч у своїй книзі 2002 року «Експертиза: Несанкціонований погляд на сезони 6–9 Цілком таємно» хвалить цей епізод, зазначаючи: «Помістіть диявола в змову, і я піду за вами, щоб побачити, що ви можете придумати … мені сподобалась ця казка про диявола, який до надзвичайності просто був батьком». На його думку, епізод продемонстрував повернення до попередніх розповідей, заснованих на темі жахів. Хоча він хвалить участь Кемпбелла, але також зазначав, що моментів між Малдером і Скаллі бракувало.

## Знімалися
| Актор             | Роль                    |
| ----------------- | ----------------------- |
| Девід Духовни     | Фокс Малдер             |
| Джилліан Андерсон | Дейна Скаллі            |
| Брюс Кемпбелл     | Вейн Вайнсайдер         |
| Ліза Джейн Перскі | Лора Вайнсайдер         |
| Кріс Оуенс        | Джеффрі Спендер         |
| Майкл Мілгоан     | заступник Аркі Стівенса |